# Żyła wypustowa ciemieniowa
Żyła wypustowa ciemieniowa (łac. vena emissaria parietalis) – w anatomii człowieka jedna z żył wypustowych łączących układy żylne wewnątrz i na zewnątrz czaszki. Żyła wypustowa ciemieniowa przechodzi przez otwór ciemieniowy znajdujący się w okolicy szwu strzałkowego, stanowiąc połączenie pomiędzy zatoką strzałkową górną a żyłą skroniową powierzchowną.